# Pontó

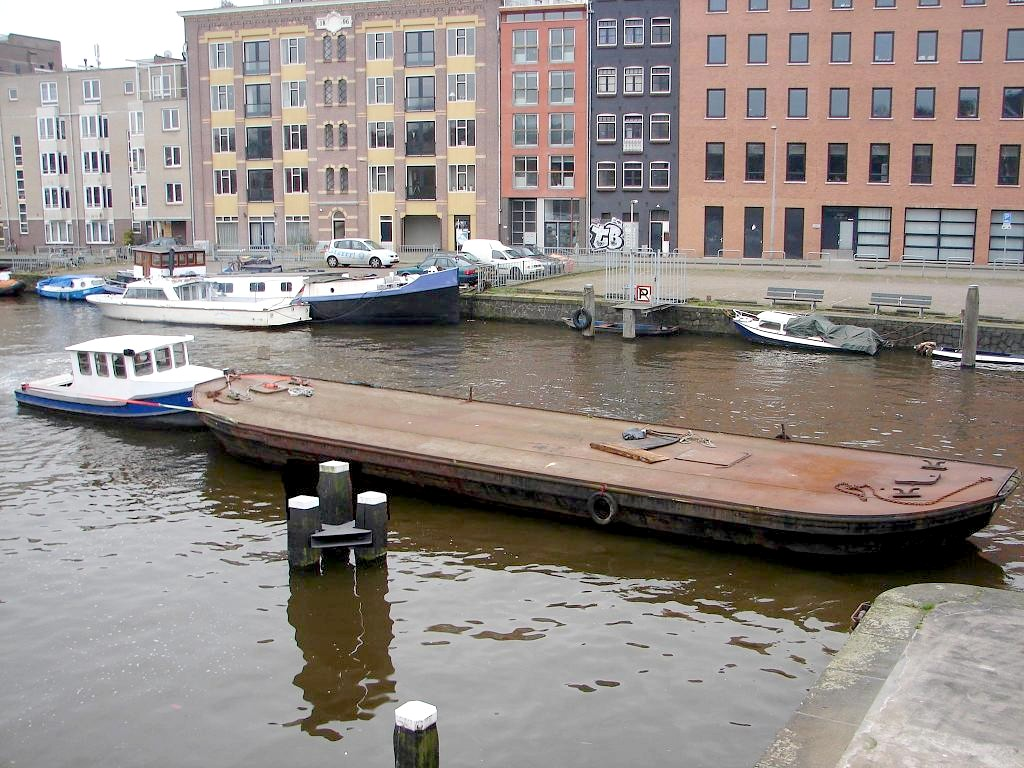
Pontó a Amsterdam

El pontó és un tipus de vaixell o només un buc, fet d'acer, de fusta o de materials plàstics generalment en forma de paral·lelepípede, que s'empra com a plataforma flotant amb usos com ara el transport de mercaderies i persones, grues flotants (mitjançant ponts), transbordadors, etc.

## Pontons a l'Antiga Roma
Aulus Gel·li ja esmentava els “pontones”.

## A Catalunya
Hi ha un document que indica l'existència de pontons a Catalunya el segle XV.
| «                                                  | Burchi sonno certi plati quasi como pontoni in Cathalongia, li quali se usano ad Venetia in nelle acque morte perché non pateno mare tempestuso, et questi portano multo peso, et per esserno lati non pescano multo et in pocho fundo intrano. | » |
| — Benedetto Cotrugli. De navigatione; Nàpols 1464. | |   |

La referència més antiga en anglès és de 1670.